# Lowlands Festival
Il Lowlands Festival, anche abbreviato in Lowlands o allungato in A Campingflight To Lowlands Paradise, è uno dei più importanti festival musicali europei, inaugurato nel 1992.
Spazia da una selezione musicale all'avanguardia ruotante attorno alla musica moderna indipendente, per estendentesi fino al jazz, all'elettronica, alla world music e ad ulteriori generi musicali; inoltre il festival presenta tutta una serie di attività collaterali quali cinema, teatro, politica, poesia e altro. È tra gli eventi più importanti nel suo genere insieme al più grande Roskilde Festival.
Vengono coinvolti ogni anno più di 200 artisti distribuiti su almeno dieci palchi, dai promettenti emergenti ad alcuni dei più grandi nomi della musica internazionale. Il festival si svolge per tre giorni nella seconda metà del mese di agosto a Biddinghuizen, nei Paesi Bassi, dove ogni anno le sponde del vicino Lago Veluwe vengono arricchite con dozzine di ristoranti, bancarelle di cibo e bevande e mercatini.

## Partecipanti

### 2021
Prima giornata: Altın Gün, Amelie Lens, Arlo Parks, Balthazar, Bazart, Bendik Giske, Biig Piig, Caribou, Cavetown, The Chemical Brothers, Cleopatrick, Declan McKenna, Denzel Curry, Droeloe, Dry Cleaning, Eefje de Visser.
Seconda giornata: Ezra Collective, Fatima Yamaha, Franc Moody, Froukje, Georgia, Goldlink, Gotu Jim, Heilung, Igorrr, Imanu, Jack Garratt, Joe & the Shitboys, Kaytranada, Kelly Lee Owens, Kevin & The Animals, KOFFEE, Liam Gallagher, Mirella Kroes, Moses Boyd, Murdock, Noisia DJ Set.
Terza giornata: Noord Nederlands Orkest, Nova Twins, Octo Octa b2b Eris Drew, Oliver Tree, The Opposites, Orla Gartland, Palaye Royale, Pendulum Trinity, S10, shame, Sleaford Mods, slowthai, Typhoon, Working Men’s Club, YUNGBLUD, Yves Tumor.

### 2020
Festival annullato a causa della pandemia di Covid-19.

### 2019
Prima giornata: Slepping Souls, Slaves, French Kiwi Juice, The Growlers, Two Feet, Pathetic Use of Potential, Jungle, The Streets, Anne-Marie, Hyukoh, Jorja Smith, Royal Blood, The God The Bad & The Queen.
Seconda giornata: Billie Eilish, Morgane Ji, The Vaccines, Paul Kalkbrenner, Juice WRLD, Boy Pablo, The National, Giorgio Moroder, Twenty One Pilots.
Terza giornata: Bear’s Den, James Blake, Loyle Carner, Franz Ferdinand, Marc Rebillet, Modeselektor, Parcels, A$ap Rocky, Thomas Azier, New Order, Tame Impala.

### 2017
Headliner: The XX, Editors, Mumford & Sons.

### 2009
Arctic Monkeys, Dizzy Rascal, Kaiser Chiefs, White Lies, Lily Allen and Grace Jones.

### Altre edizioni
2 Many DJs, Arcade Fire, At the Drive-In, Audio Bullys, Basement Jaxx, Beastie Boys, Beck, Björk, Black Rebel Motorcycle Club, Blur, Buitenwesten, Calexico, Chemical Brothers, Coldplay, DJ Shadow, DJ Wizard, Dave Clarke, Deftones, Eels, Enter Shikari, Faithless, Fatboy Slim, Feeder, Fischerspooner, Foo Fighters, Grandaddy, Green Day, Heather Nova, Iggy Pop, Jake Bugg, Junkie XL, Korn, LCD Soundsystem, Laurent Garnier, Limp Bizkit, Live, Manu Chao, Marilyn Manson, Mogwai, Moloko, Muse, N.E.R.D, Nick Cave & The Bad Seeds, Nickelback, Nightwish, Oasis, PJ Harvey, Pixies, Placebo, Portishead, Postmen, Public Enemy, Queens of the Stone Age, Rage Against the Machine, Rammstein, Rancid, Roni Size, Röyksopp, Sergent Garcia, Serj Tankian, Smashing Pumpkins, Sonata Arctica, Soulwax, Soundgarden, Spearhead, St. Germain, Starsailor, Stereo MC's, Sum 41, Supergrass, System of a Down, The Dandy Warhols, The Darkness, The Mars Volta, The Offspring, The Prodigy, The White Stripes,Tiësto, Tool, Underworld, Vitalic, Warpaint, Wilco, Within Temptation, dEUS